# Якобсон Август Михайлович
Август Михайлович (Аугуст Міхкелевич) Якобсон (2 вересня 1904, селище Ряема, тепер Пярнумаа, Естонія — 23 травня 1963, місто Таллінн, тепер Естонія) — естонський радянський діяч, голова Президії Верховної ради Естонської РСР, письменник. Член Бюро ЦК КП(б) Естонії з 23 березня 1950 до 28 січня 1958 року. Депутат Верховної ради Естонської РСР. Депутат Верховної ради СРСР 1-го (з 1941) та 3—4-го скликань.

## Біографія
Народився 20 серпня (2 вересня) 1904 року в селищі Ряема (околиці міста Пярну) в родині фабричного робітника. Закінчив середню школу. Навчався в гімназії, з 1920 року кошти на навчання заробляв муляром на будівництві, робітником на торфорозробках, вантажником у Пярнуському порту, працівником на лісових складах, сірниковій фабриці та лісопильні.
Після закінчення Пярнуської гімназії, в 1926 році, вступив до Тартуського університету: вивчав економіку (в 1926—1929 роках), потім медицину (в 1932—1935 роках). У 1927 році надрукував свій перший роман «Передмістя бідних грішників».
З 1939 до 1940 року — голова Спілки письменників Естонії. У 1940—1944 роках — голова Організаційного комітету Спілки письменників Естонської РСР. У 1940—1941 роках також працював у редакції газети «Комуніст» і одночасно був головним редактором Державного видавництва «Художня література та мистецтво» Естонської РСР.
Під час німецько-радянської війни перебував в евакуації в східних районах СРСР, проводив пропагандистську роботу в естонських військових частинах Червоної армії. Член ВКП(б) з 1942 року.
У 1944—1946 роках — голова правління Спілки радянських письменників Естонської РСР. Був членом редакційної колегії журналу «Лоомінг». У 1950—1954 роках — голова правління Спілки письменників Естонської РСР.
4 липня 1950 — 4 лютого 1958 року — голова Президії Верховної ради Естонської РСР.
Помер 23 травня 1963 року в Таллінні.

## Творчість
- Роман «Передмістя бідних грішників» (1927)
- Романи «Вічні естонці» (1937—1940)
- Збірник оповідань «Син партизана» (1943)

### П'єси
- «Примари» (перша п'єса; 1938—1939)
- «Життя в цитаделі» (1946)
- «Боротьба без лінії фронту»
- «Іржавина» (1947)
- «Два табори» (1948)
- «Наше життя» (1948)
- «Будівельник» (1949)
- «На межі ночі та дня» (1950)
- «Шакал» (1951)
- «Ангел-охоронець з Небраски» (1953)
- «Вмирання» (1954)
- «Старий дуб» (1955)
- драматична хроніка «Штормові вузли» з 5 п'єс (1957—1958)

### Сценарії
- «Олень і вовк» (1950, мультфільм)

### Екранізації
- «Життя в цитаделі» (1947)
- «Сріблястий пил» за п'єсою «Шакали» (1953)

## Нагороди та премії
- два ордени Леніна (20.07.1950, 1.09.1954)
- орден Трудового Червоного Прапора (30.12.1956)
- орден
- медаль «За доблесну працю у Великій Вітчизняній війні 1941—1945 рр.»
- медалі
- Сталінська премія другого ступеня (1947) — за п'єсу «Життя в цитаделі» (1946)
- Сталінська премія першого ступеня (1948) — за п'єсу «Боротьба без лінії фронту» (1947)
- Заслужений письменник Естонської РСР (1945)
- Народний письменник Естонської РСР (4.11.1947)